# Moteur de sable

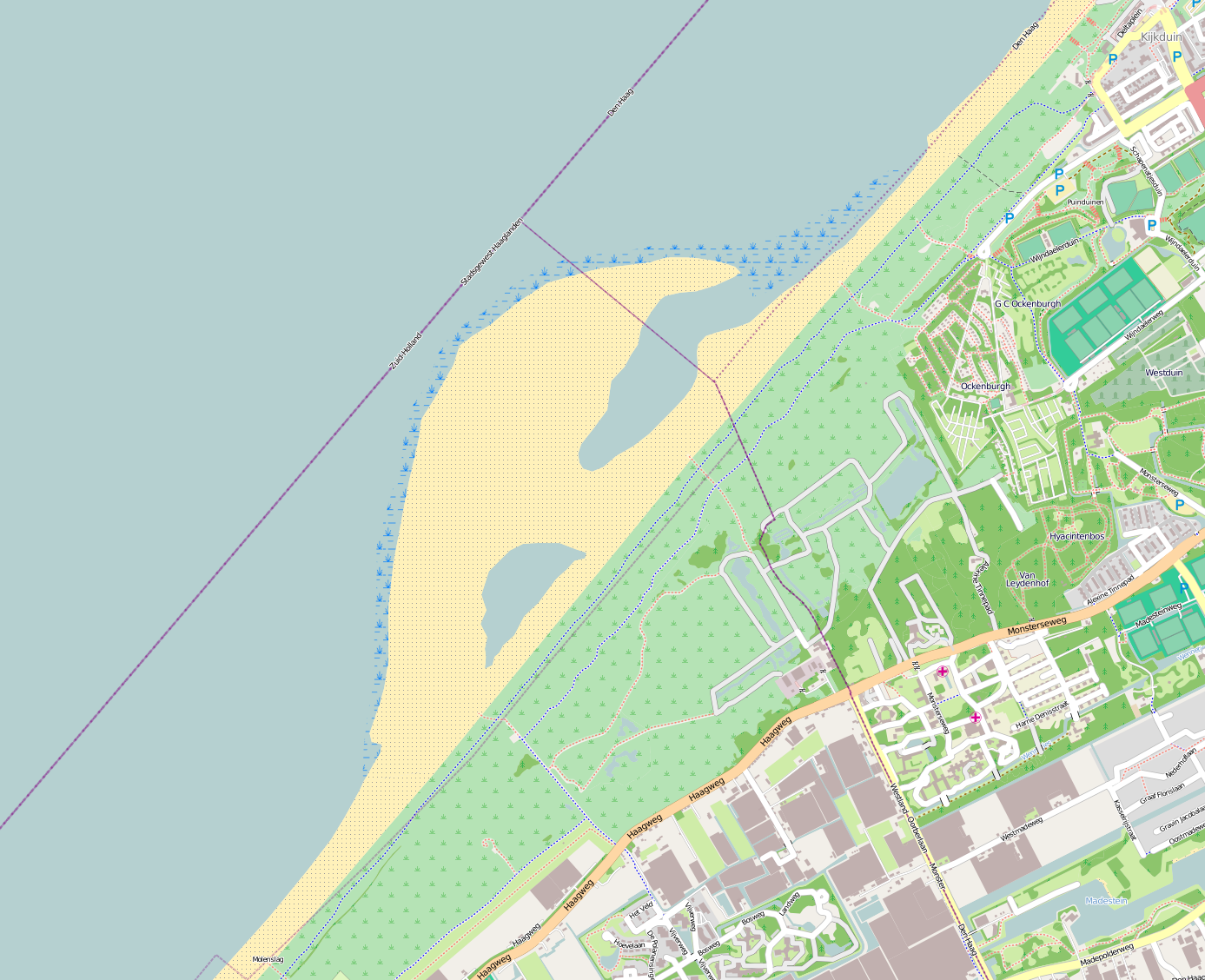
Carte de la péninsule créée.

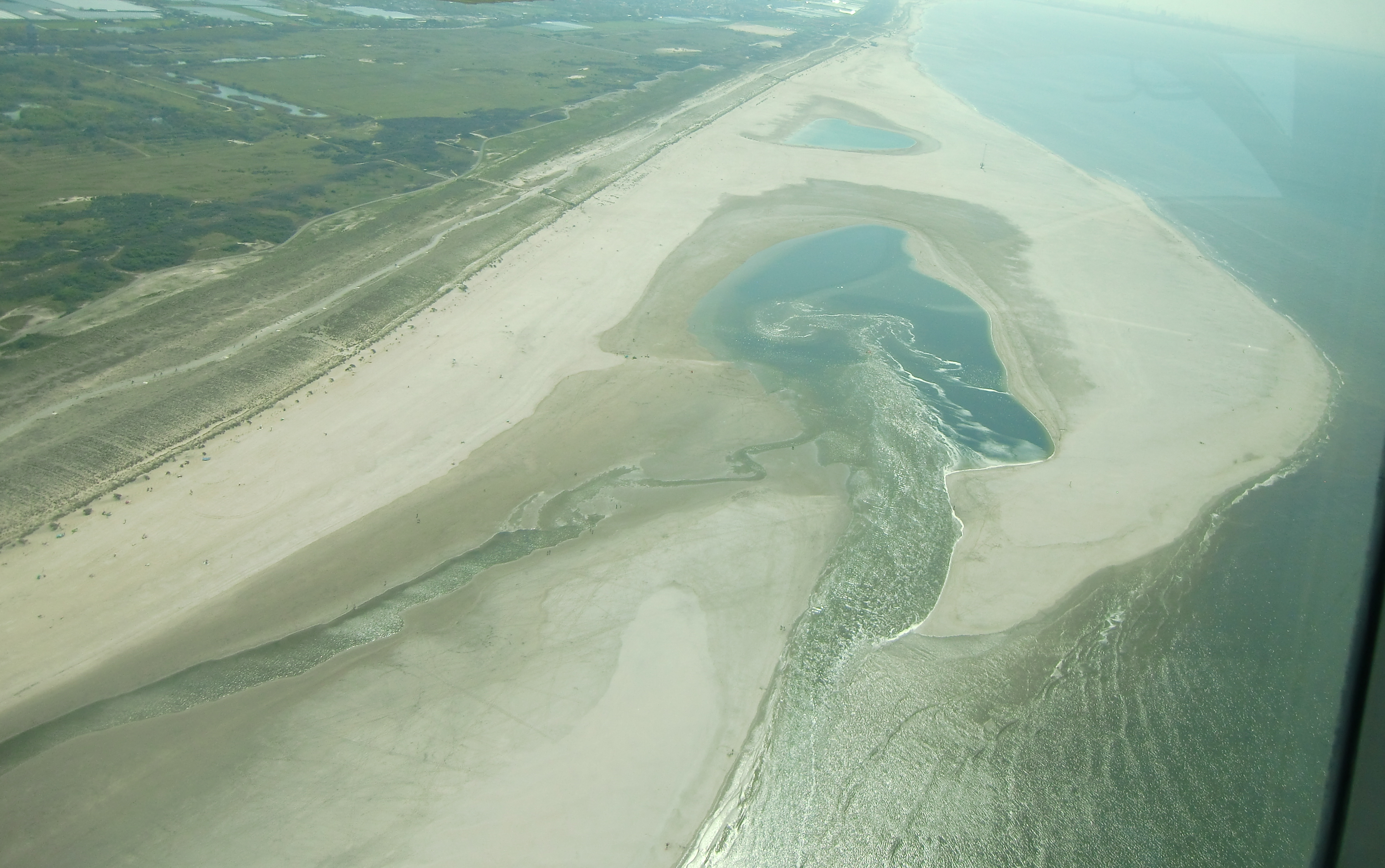
Vue de la péninsule « artificielle ».

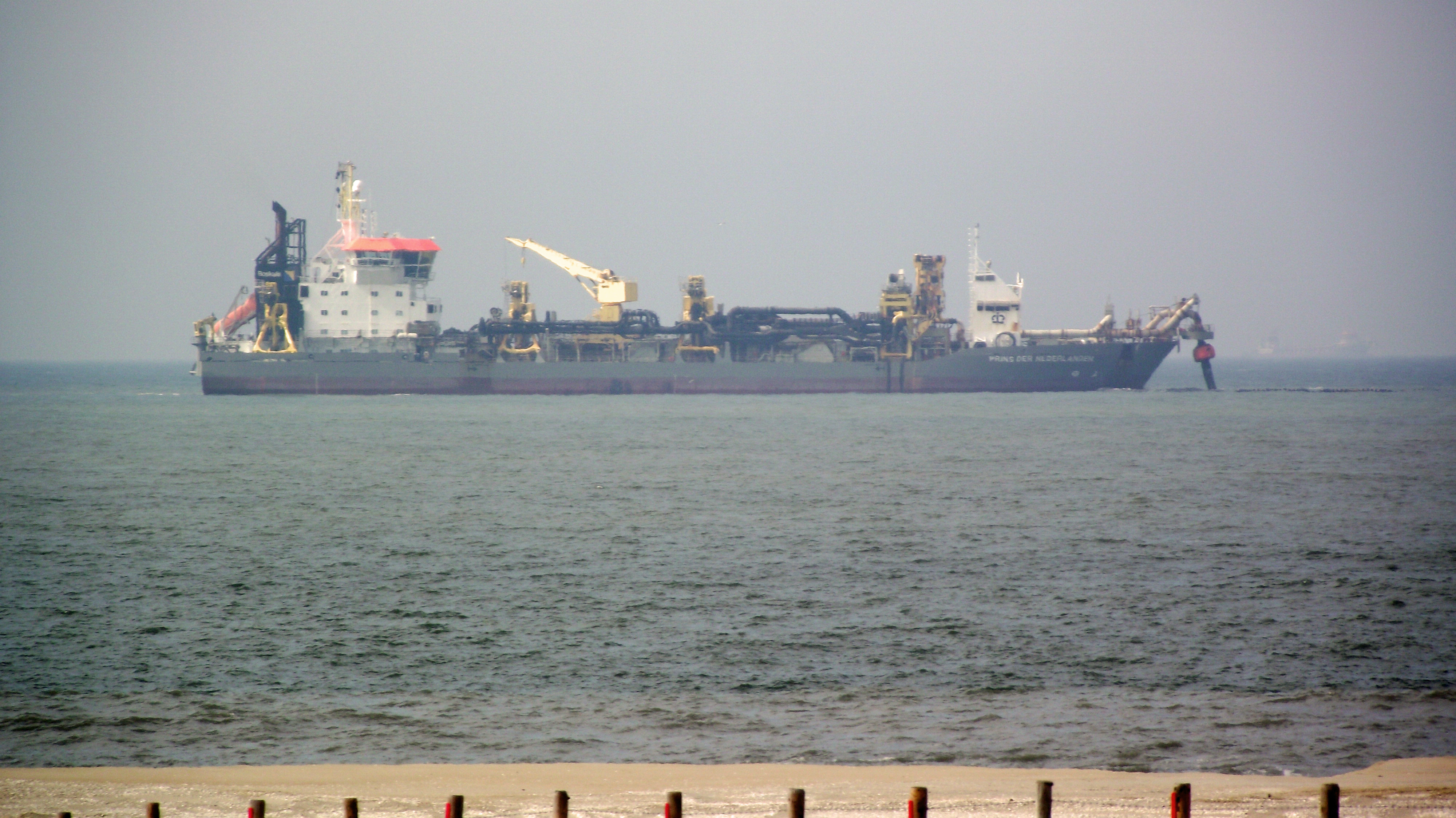
Drague à succion pendant la construction.

Le moteur de sable (en néerlandais : zandmotor) est une expérience de gestion dynamique du littoral qui se déroule au large de la Hollande-Méridionale, à proximité de La Haye. Un banc de sable d'environ quatre kilomètres carrés a été constitué par l'être humain entre Ter Heijde et Kijkduin (en), là où les plages naturelles et les dunes sont relativement étroites. Pour cela, 22 millions de mètres cubes de sable ont été puisés dans la Mer du nord, faisant ainsi apparaître une bande sableuse d’un kilomètre de large sur quatre kilomètres de long rattaché à la côte sur deux kilomètres de long par deux isthmes. Il est prévu que ce sable soit ensuite déplacé le long de la côte au cours des années par l'action des vagues, du vent et des courants, rechargeant ainsi les dunes côtières qui sont habituellement érodées par l'action de la mer. Ces bénéfices devraient être ressentis pendant une vingtaine d'années.

## Origine et conception du projet

### L'érosion des dunes, menace pour la sécurité des populations
En 1986 se sont terminés les immenses travaux du plan Delta, destinés à prévenir de nouvelles catastrophes de transgression marine telle que celle de 1953 qui avait fait 1 800 morts et recouvert 160 000 hectares de terre. En évaluant les importants bénéfices de ces travaux du point de vue de la sécurité pour les populations, les autorités néerlandaises ont réalisé que le problème de l’érosion des dunes restait quant à lui entier. Or les dunes constituent 72 % du littoral néerlandais et défendent directement les provinces les plus peuplées du pays : la Hollande-Méridionale et la Hollande-Septentrionale. Le gouvernement des Pays-Bas a alors décidé de ne plus accepter aucun recul du littoral par rapport à la position du trait de côte en 1990.

### Construire avec la nature
Plusieurs essais coûteux et peu efficaces ont alors été tentés, notamment le rechargement annuel des dunes en sable, la construction d’épis ou de digues de béton sous les dunes. C'est en 2008 que le projet innovant zandmotor a été proposé. Son principe peut être considéré comme une forme de « construction avec la nature » ou construction bioinspirée[réf. nécessaire]. L'ingénieur Marcel Stive (en), professeur de génie côtier à l'Université de technologie de Delft, est considéré comme le créateur du moteur de sable.
Un projet comparable en termes de masse de sable utilisée, conduit entre 2013 et 2015, a apporté une solution au principal point faible de la côte plus au nord, entre Camperduin et Petten, la digue Hondsbossche Zeewering.

## Construction et bénéfices

### «Delta Dune»: le lancement des travaux
Les travaux ont été lancés en 2011 à la demande de l'Office des eaux Van Delfland et de la province de Hollande-Méridionale, dans le cadre de la défense côtière et de l'entretien du littoral par les Ponts et Chaussées des Pays-Bas.
Le projet a d'abord reçu le nom de « Delta Dune ». Les conditions étant favorables, le travail a commencé en janvier 2011 et s'est terminé en octobre. Un volume de 21,5 millions de mètres cubes de sable a fait apparaître un banc de sable côtier dont la superficie émergée était initialement de 128 hectares.

### Coûts et intérêt économique

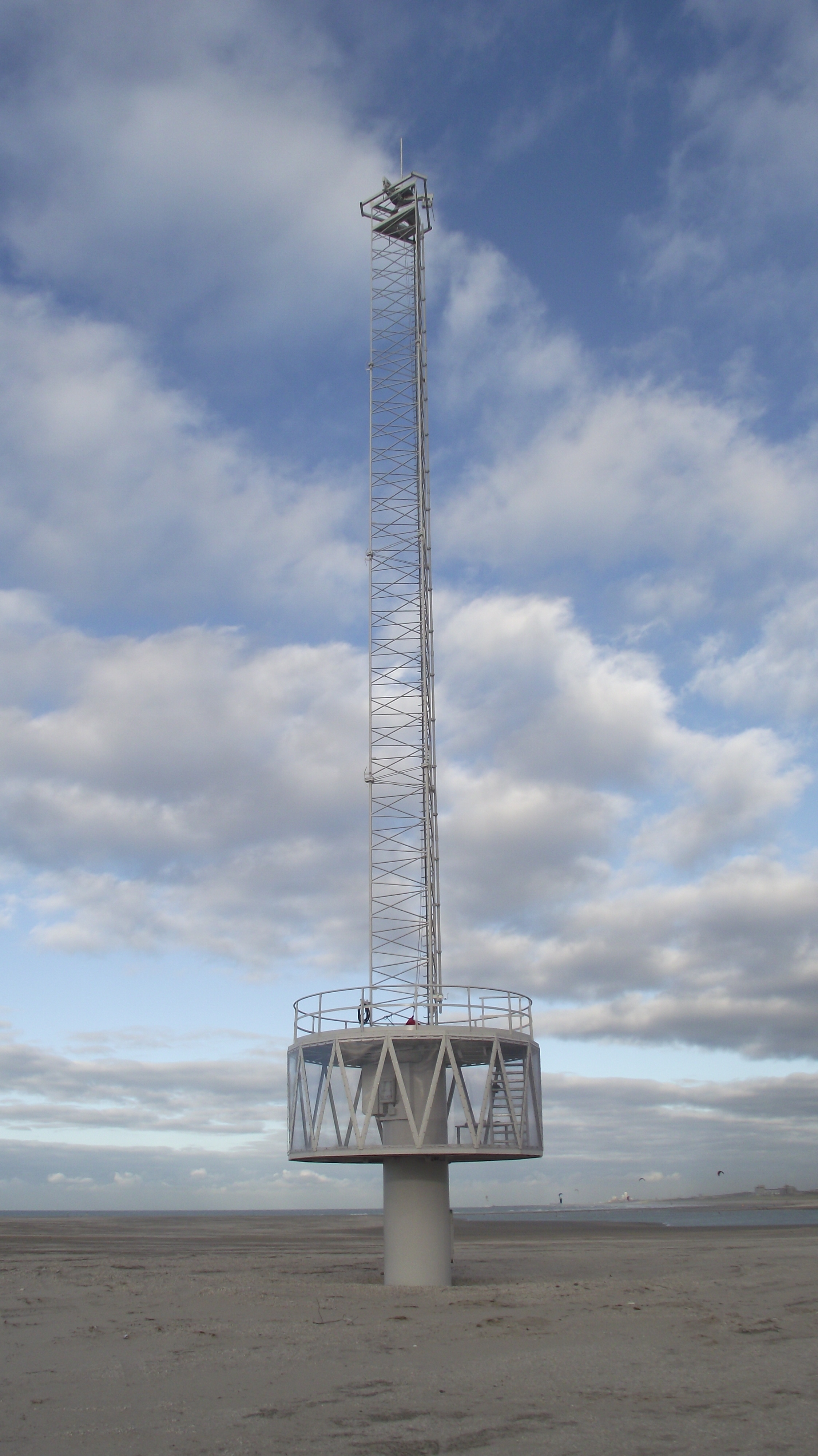
La tour d'observation (automatisée) du moteur de sable.

La construction du moteur de sable à Ter Heijde était un projet chiffré à 70 millions d'euros. Du sable sera pompé et redéposé environ tous les cinq ans sur le site pour entretenir le « moteur » et le système écologique associé.
Une tour d'observation a été construite pour permettre une surveillance permanente.
Le rapport d'évaluation provisoire de 2016 a évalué la différence de coût entre le système du moteur de sable et le système habituel consistant à recharger annuellement en sable toute la côte à plusieurs dizaines de millions sur 20 ans, selon la base comparaison.

### Implications sur la nature et les loisirs
Habituellement, à des fins d'entretien des côtes, du sable est apporté en plusieurs endroits tous les cinq ans environ, ce qui empêche la création d'un écosystème stable. Comme le moteur à sable a déposé d'un seul coup une quantité de sable suffisante pour au moins une vingtaine d'années, un écosystème permanent doit pouvoir se développer à la fois sur terre et dans l'eau, ce qui est important pour le développement de la flore et de la faune côtières vulnérables. Bien que l'on ne sache pas exactement comment cela va évoluer, des premiers signes positifs ont été relevés, comme l'apparition de végétation (dont des espèces rares) et d'animaux, à commencer par les oiseaux limicoles et par les phoques.
Le moteur de sable, qui est ouvert au public depuis le 24 novembre 2011, est devenu un lieu apprécié du public et des sportifs. La planche à voile, le kitesurf et le surf y sont populaires. Une piste cyclable y a été aménagée. En raison des modifications de courants, la baignade peut être dangereuse, et éventuellement interdite. Une plage nudiste a également été ouverte du côté de La Haye (partie nord du moteur de sable).

## Évaluation de l'efficacité du projet

### Instruments de mesure
Les évolutions du moteur de sable et de son environnement sont observées au moyen de mesures de profondeur et de hauteur à partir de motomarines. En outre, radar et bouées de mesure de courant sont utilisés pour enregistrer des informations. En octobre 2012, un mât de quarante mètres de haut doté de 8 caméras a été placé au milieu du moteur de sable. Il a été baptisé mât Argos, du nom du géant Argos de la mythologie grecque qui possédait 100 yeux. Il doit recueillir en continu des images des changements qui surviennent sur le moteur à sable pendant cinq ans. Ces données seront utilisées pour étudier l'efficacité de cette forme de défense côtière. En 2014 également, des mesures à grande échelle ont été effectuées et des recherches supplémentaires ont été menées. La première évaluation intermédiaire a eu lieu en 2016. La prochaine est prévue en 2021. Le mât Argos est situé à trois quarts d'heure de marche de Kijkduin et abrite une géocache.

### Premières indications en 2012
Les résultats communiqués un an après l'installation du zandmotor indiquent qu’environ 2 millions de m3 de sable, soit 10 % du tonnage apporté, se sont déplacés : 
- 500 000 m3 sont allés vers les dunes voisines du site ou dans la zone subtidale ;
- 600 000 m3 se sont déplacés sans quitter le moteur de sable ;
- 900 000 m3 ont migré le long de la côte[7].

### Résultats de 2016

#### Entretien des côtes
Le moteur de sable se développe comme prévu. Depuis la construction du pilote du Sand Motor en 2011, la forme a changé, passant d'une forme de cloche presque symétrique à une forme plus triangulaire avec des arcs côtiers creux. En quatre ans, la masse de sable est devenue environ 260 mètres plus étroite et 2,2 kilomètres plus longue. Le plus grand dynamisme se trouve sur le côté nord, où se trouvent la lagune et la tranchée.
En ce qui concerne les fondations côtières, la quantité de sable semble être suffisante pour près de 50 ans. Le littoral actuel s'est déplacé vers la mer à la hauteur du moteur de sable et dans ses environs immédiats. Après quatre ans, 95 % de la quantité de sable appliquée pour le moteur à sable se trouve encore dans la zone de mesure. Cela indique que la durée de vie de l'expérience pourrait être plus longue que prévu.
En ce qui concerne le système de défense primaire contre les inondations, le point de coupure se déplace en direction de la mer dans la sphère d'influence directe où l'apport de sable se fait. Le volume instantané des dunes augmente dans la zone de mesure après l'installation du moteur de sable, mais à un rythme plus lent qu'avant son installation. Près du moteur de sable, un chenal sinueux s'est formé. Cela aurait pu en principe constituer une menace pour le système primaire de défense contre les inondations, mais dans le cas présent, cela n'a pas posé de problème, probablement en raison des brise-lames existants. Tout bien considéré, du point de vue de la gestion côtière, le projet pilote du moteur de sable peut donc être considéré comme un succès.

#### Écologie
La variété des milieux et donc le potentiel écologique de la région côtière a augmenté à la suite de la construction du moteur de sable. En raison de sa forme, la diversité des habitats pour les animaux pélagiques, les oiseaux et les poissons a augmenté au large de la côte dans son ensemble. La partie abritée et peu profonde de la lagune et ses bordures sont des zones particulièrement attrayantes pour les animaux et les oiseaux. Toutefois, la partie profonde de la lagune a une moindre valeur écologique, la superficie des dunes nouvellement formées est encore modeste (moins d'un hectare), et les phoques, visiteurs fréquents, ne s'installent pas durablement et ne se reproduisent pas en raison du dérangement occasionné par les activités humaines.

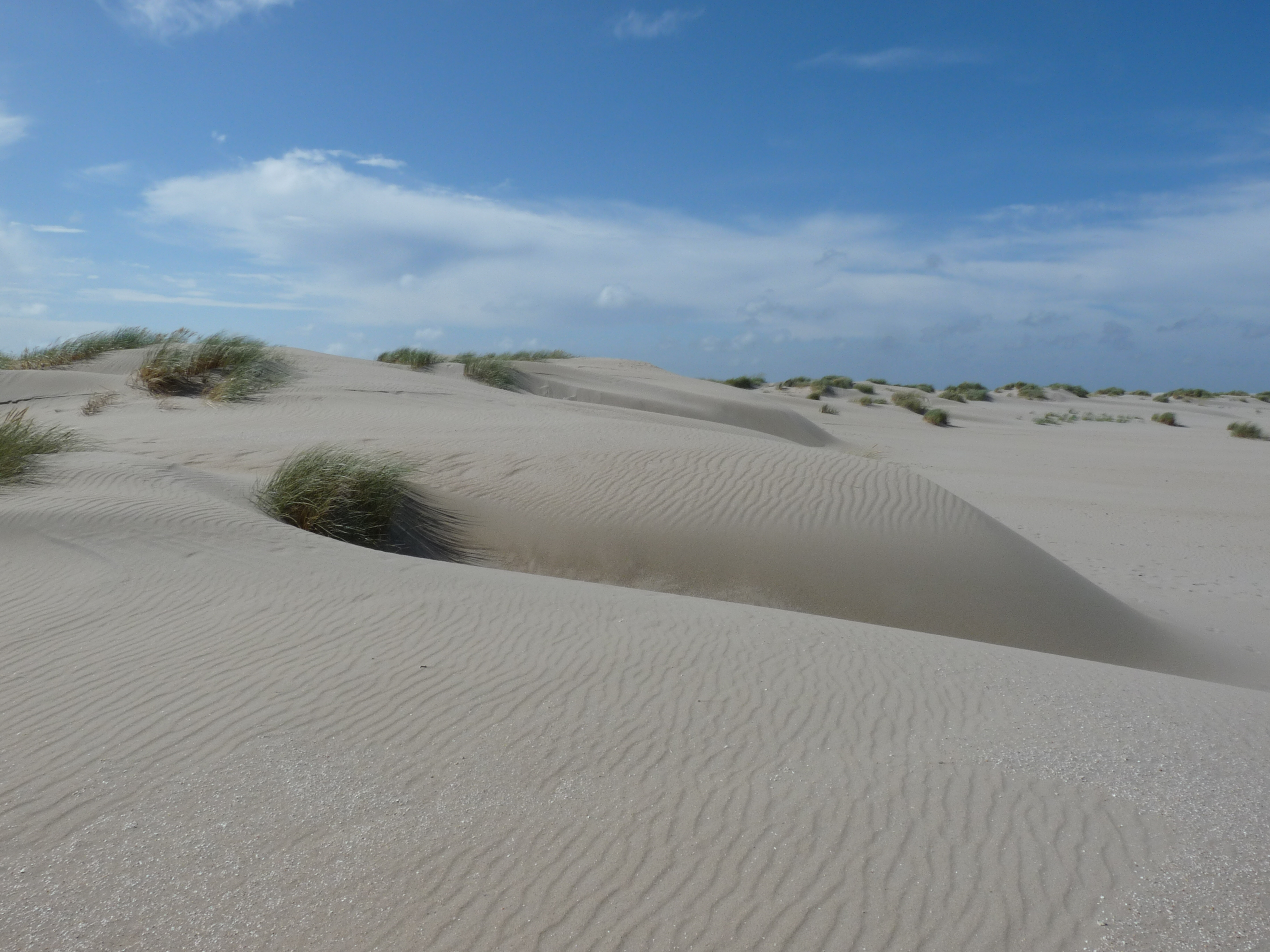
Dunes du moteur de sable par grand vent, avec déplacement important de sable (janvier 2020).

Dans sa forme actuelle et sous sa gestion actuelle, le moteur de sable ne semble donc pas être un instrument optimal en matière d'écologie, pour cinq raisons :
- le développement des dunes et de la lagune dépend fortement de facteurs aléatoires, comme les intempéries. Ce sont des phénomènes connus pour être irréguliers, où, après des années sans beaucoup de développements, des dunes se développent très rapidement et la végétation s'installe (cela a par exemple été observé sur Ameland) ;
- les paysages créés artificiellement peuvent parfois faire obstacle aux développements naturels. Par exemple, la lagune capte le sable et ralentit ainsi la croissance des dunes ;
- la liaison entre la lagune et la mer s'est allongée avec la formation de la flèche littorale et du chenal derrière elle, ce qui a limité l'échange d'eau entre la mer du Nord et la lagune et appauvri la qualité de l'eau et donc la valeur écologique de la lagune ;
- en ce qui concerne la faune benthique, il n'y avait pas en 2015 de confirmation claire de l'évolution prévue vers des espèces à plus longue durée de vie par rapport à la situation de réapprovisionnement régulier en sable. L'importance des déplacements de sable observés jusqu'à présent peut éventuellement en être la cause. Le retour d'expérience est encore trop court pour pouvoir conclure sur ce plan ;
- la gestion du moteur de sable est davantage axée sur les utilisations humaines que sur l'écologie, qui est perturbée par l'utilisation récréative du site. Ainsi, le nettoyage quotidien des plages par la commune de La Haye entrave la formation des dunes. Et le choix délibéré qui a été fait de ne pas appliquer le zonage pour préserver des zones de repos, de reproduction et de croissance perturbe les mammifères marins. Il existe pourtant des exemples réussis de gestion dans lesquels la nature et les activités de loisirs coexistent harmonieusement, comme c'est le cas dans les îles du Waddenzee, où les clôtures, les itinéraires balisés et le zonage sont une pratique courante[9].

#### Loisirs

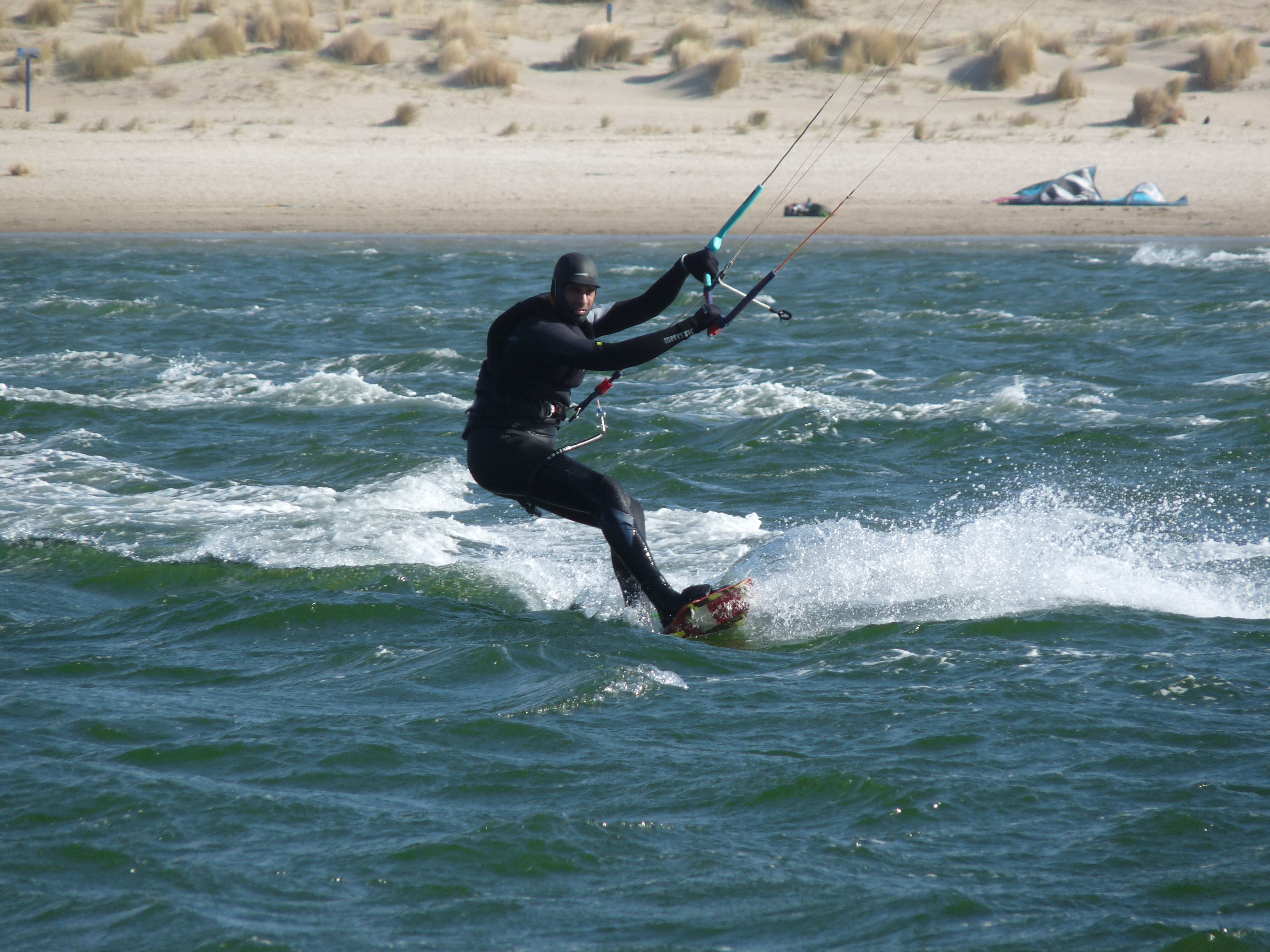
Un kitesurfer sur le moteur de sable en mars 2020.

Le moteur de sable ajoute temporairement à la côte hollandaise une zone supplémentaire d'activités sportives et de loisirs. Les quatre principaux groupes d'utilisateurs sont les baigneurs, les promeneurs de chiens, les randonneurs et les surfeurs (y compris le kitesurf et la planche à voile). À cela s'ajoutent quelques autres activités de plein air comme l'équitation, le mountain bike, la pêche et la course à pied. Cela se traduit par une nette augmentation des activités sportives et de loisir sur la plage entre Ter Heijde et Kijkduin.
L'agencement du moteur de sable est moins bénéfique là où des loisirs balnéaires de masse sont présents ou prévus, car la distance à parcourir pour atteindre le bord de mer est excessive. Dans ces cas-là, un principe d'élargissement temporaire plus limité de la plage serait plus indiqué. D'autre part, le chenal sinueux qui débouche dans la mer du Nord est un facteur de danger potentiel, car l'eau peut s’engouffrer rapidement dans un tel passage et isoler des vacanciers sur le banc de sable à marée montante. En outre, lorsque la lagune est coupée de la mer du Nord, l'eau stagnante peut déclencher des processus de pourriture peuvent se produire. Enfin, les courants parfois rapides à la tête du moteur de sable sont un point d'attention constante pour la sécurité de nageurs.

## Suites du projet
Joop Atsma (en), secrétaire d'État aux infrastructures et à la gestion des eaux, a présenté le projet en novembre 2011, pour convaincre que la technique du moteur de sable et ses retours d'expérience seront utiles à d'autres endroits le long de la côte néerlandaise ou dans le monde.
D'autres pays, dont Belgique, France, Chine et États-Unis se montrent intéressés par ce « zandmotor » qui pourrait devenir un nouveau produit d'exportation pour les Pays-Bas. Pour les scientifiques, l'expérience est reproductible sur les zones côtières rectilignes en évitant les zones de delta et les zones portuaires.
En 2019, l'entreprise de dragage néerlandaise Van Oord (en) a construit un moteur de sable conçu par l'entreprise d'ingénierie néerlandaise Royal HaskoningDHV (en) au large des côtes du comté de Norfolk en Grande Bretagne. Un grand terminal gazier et les villages Bacton et Walcott seront donc protégés contre la menace imminente d'un effondrement côtier. Le déplacement de quelque 1,8 million de mètres cubes de sable de la mer créera une « paroi souple » capable de protéger de l'érosion un littoral de cinq kilomètres de long pendant 20 ans. Le projet anglais fait environ un dixième de la taille du moteur de sable hollandais,.

## Évolutions constatées sur le banc de sable depuis la construction
La situation du banc de sable créé artificiellement en 2011 est naturellement très évolutive, et observée de très près par les scientifiques comme par les autorités, étant donné le caractère novateur de l'expérience.

### Tempête de 2011
Après la tempête la pointe se transforme en un banc de sable parallèle à la côte. Un chenal s'est creusé, qui peut facilement être traversée à marée basse. Mais à marée haute, il peut arriver que la violence du courant l'empêche.

### Printemps 2012
Des courants forts sont observés dans le chenal, jugés dangereux pour les nageurs. Il est alors décidé d'intervenir avant le début de la saison balnéaire. Le lundi 7 mai des bulldozers en ont fermé une partie de l'embouchure ce qui a créé un chenal de marée. Mais cette réaction de panique des autorités provinciales porte préjudice à l'expérience du moteur de sable.
La circulation du sable évolue rapidement. Des travaux sont entrepris, des tranchées sont creusées, elles sont recouvertes peu après. Dans la lagune d'eau stagnante, des sédiments fins se sont installés, le sable d'origine est de plus en plus recouvert de boues noires, la partie qui est en permanence sous l'eau est recouverte d'algues. Les baignades sont alors interdites temporairement.

### Automne 2012
Après les tempêtes d'automne, il ne reste plus rien du chenal d'origine. Le chenal est large par endroits et un delta a été créé par un courant allant directement vers la mer, tandis qu'un autre courant passe plus au nord. Le banc de sable qui sépare le chenal de la mer se disperse, ce qui fait que la marée montante s'écoule plus rapidement et avec moins de violence.

### Janvier 2013
Une nouvelle percée vers la mer s'est formée avec un itinéraire plus court qui relie la lagune à la mer même à marée basse, une île s'est formée.

### Mars 2013
L'embouchure de l'ouverture du chenal s'est déplacée vers le nord sous l'influence de courants marins. Deux longues tranchées étroites existent, l'ancienne et une nouvelle. L'ancien chenal est sec à marée basse, il est drainé par une percée allant vers le large. Une percée dans la lagune devrait se reproduire. L'histoire se répète.

### Août 2013
Le chenal proche des dunes et un autre, plus petit et peu profond, sont en grande partie sec à marée basse. Du côté nord, ce chenal se raccorde au chenal de drainage, qui y présente des courbes prononcées. La différence de hauteur entre les bancs de sable et les ravines est devenue beaucoup plus faible, de sorte qu'à marée haute, tout le banc de sable est inondé et les courants sont moins concentrés dans les ravines. La partie profonde de la lagune s'est beaucoup réduite en raison du déplacement du sable à marée montante. De grandes parties de la lagune ont été recouvertes pendant l'été d'une épaisse couche de boue noire qui libère de nombreuses bulles de gaz. Des panneaux expliquant les itinéraires de marche sûrs ont été placés avec des images de marées basses et hautes pour illustration.

### Décembre 2013
Selon les observations faites par l'entreprise « Shoremonitoring » mandatée par le Rijkswaterstaat et l'Université de technologie de Delft, la tempête de Saint Nicolas de 2013 a aplati le banc de sable et la plage adjacente. De nombreux coquillages et autres objets de la mer du Nord ont été rejetés sur le moteur de sable.

### Mai 2014

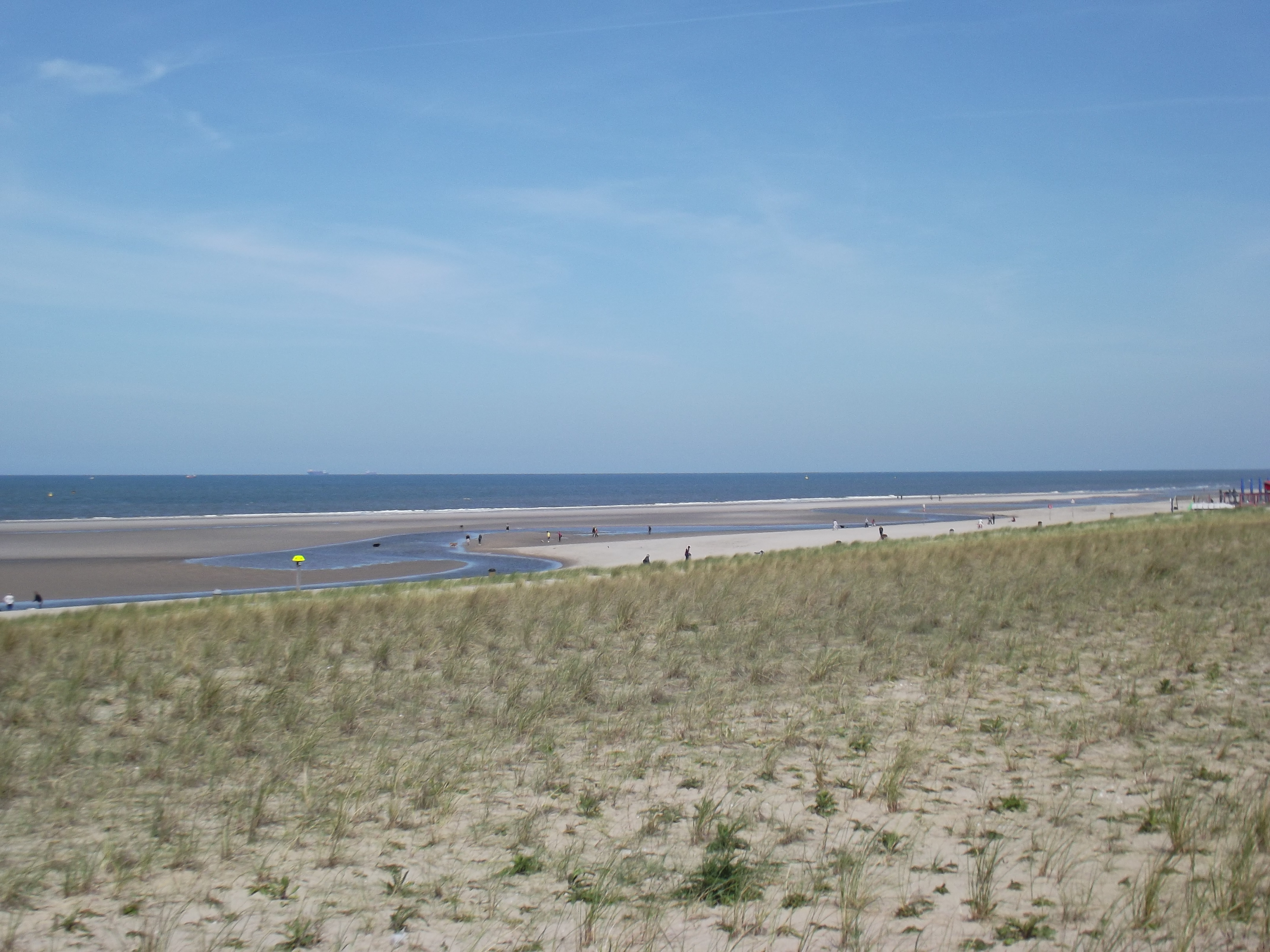
Tranchée vue de la dune en mai 2014.

L'estuaire du chenal a été déplacé vers le nord jusqu'au-delà de la sortie de plage 2A et présente de nombreux méandres. C'est presque le début de la zone bâtie de Kijkduin. En raison de sa grande longueur, il n'y a pratiquement pas de courant dans le chenal à marée basse.

### Été 2015
Le lieu accueille des surfeurs, des baigneurs et des randonneurs par tous les temps. Le kitesurf est devenu si populaire dans le bassin de marée presque sans vague que les surfeurs se gênent parfois les uns les autres. Le lieu est fréquemment utilisé par les écoles de surf en raison de l'absence de vagues, des endroits peu profonds et de l'impossibilité de dériver en pleine mer. Les écoles stockent généralement leur matériel dans des tentes sur les plages voisines.

### Janvier 2016
Avec les tempêtes d'hiver, un nouveau chenal peu profond s'est formé, qui se connecte directement à la mer. Les randonneurs sont avertis d'appeler les services d'urgence s'ils sont entourés par des marées montantes. En hiver, l'eau est trop froide et trop dangereuse pour traverser ce chenal. Ce nouveau chenal, qui a une connexion beaucoup plus courte avec la mer, fait baisser le niveau de l'eau dans la lagune à marée basse. Cela a un effet immédiat sur l'ancien chenal de 2012 qui s'asséchera en partie et se déversera en partie dans le nouveau chenal de 2016. En conséquence, le sens d'écoulement de l'ancien chenal proche de la lagune a été inversé.

### La lagune en 2016

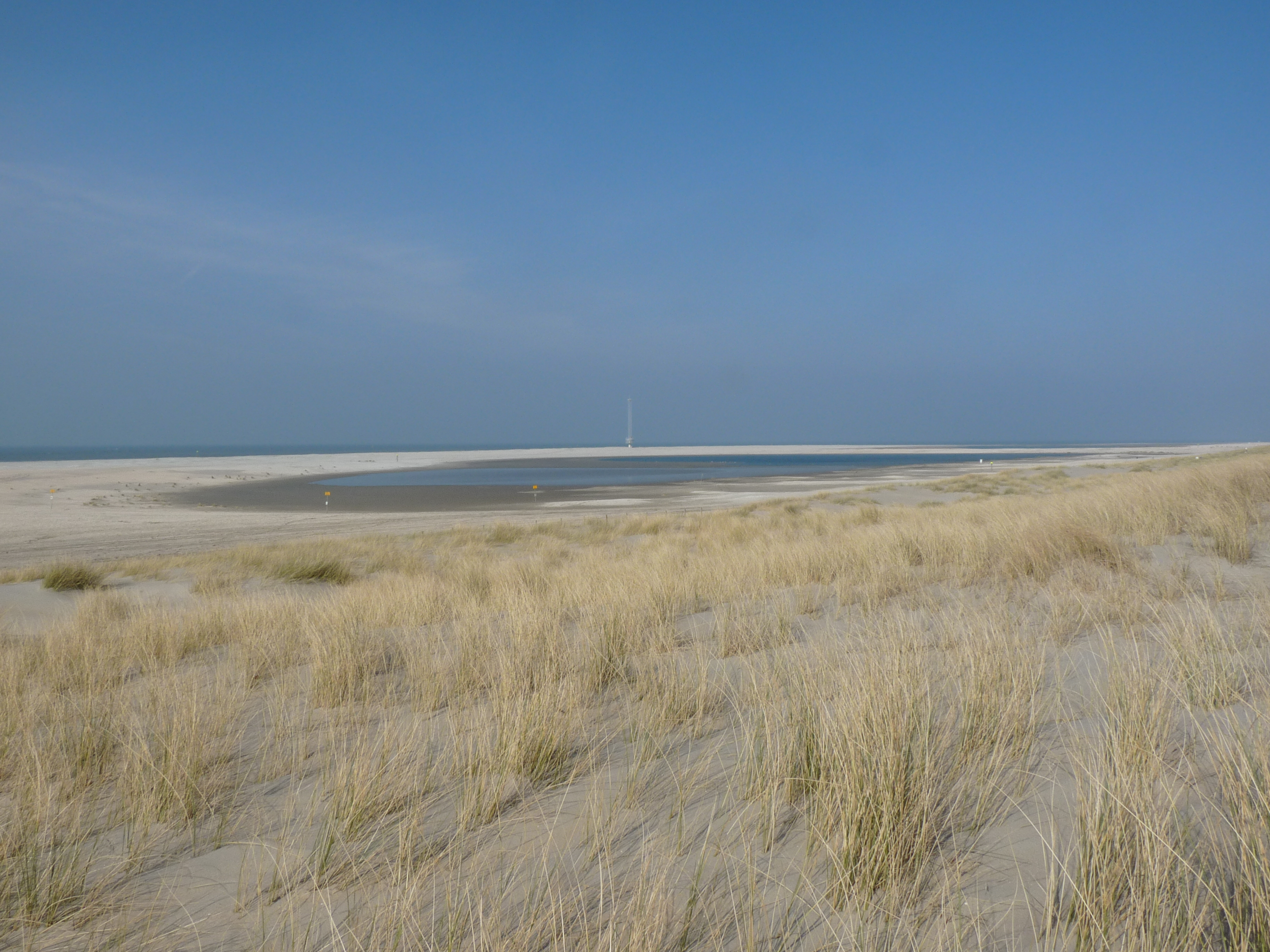
La partie sud, peu profonde, de la lagune.

L'eau de la lagune est devenue beaucoup moins salée, elle est presque douce. Au bord, l'herbe à marmotte pousse maintenant avec ses racines dans l'eau. Les crevettes de la mer du Nord, présentes à l'origine, ont disparu. Sur le côté sud, la dérive de sable a créé une zone très peu profonde qui n'est reliée à la lagune que lorsque le niveau de l'eau est haut. En juin 2016, cet endroit n'est plus qu'une tache sombre de sable humide. L'eau souterraine est très proche de la surface et en raison d'un phénomène de capillarité, le sol reste humide. La dérive du sable sous l'effet du vent fait que le lac présente un rivage abrupt du côté sud-ouest (direction du vent dominant), car dès que les grains de sable touchent l'eau, ils se déposent. Certaines parties de l'ancien lac sont stables (là où le sable sec est balayé par le vent) tandis que d'autres sont remplies de sable (là le sable apporté par le vent s'agrège au sable humide).

### Janvier 2017

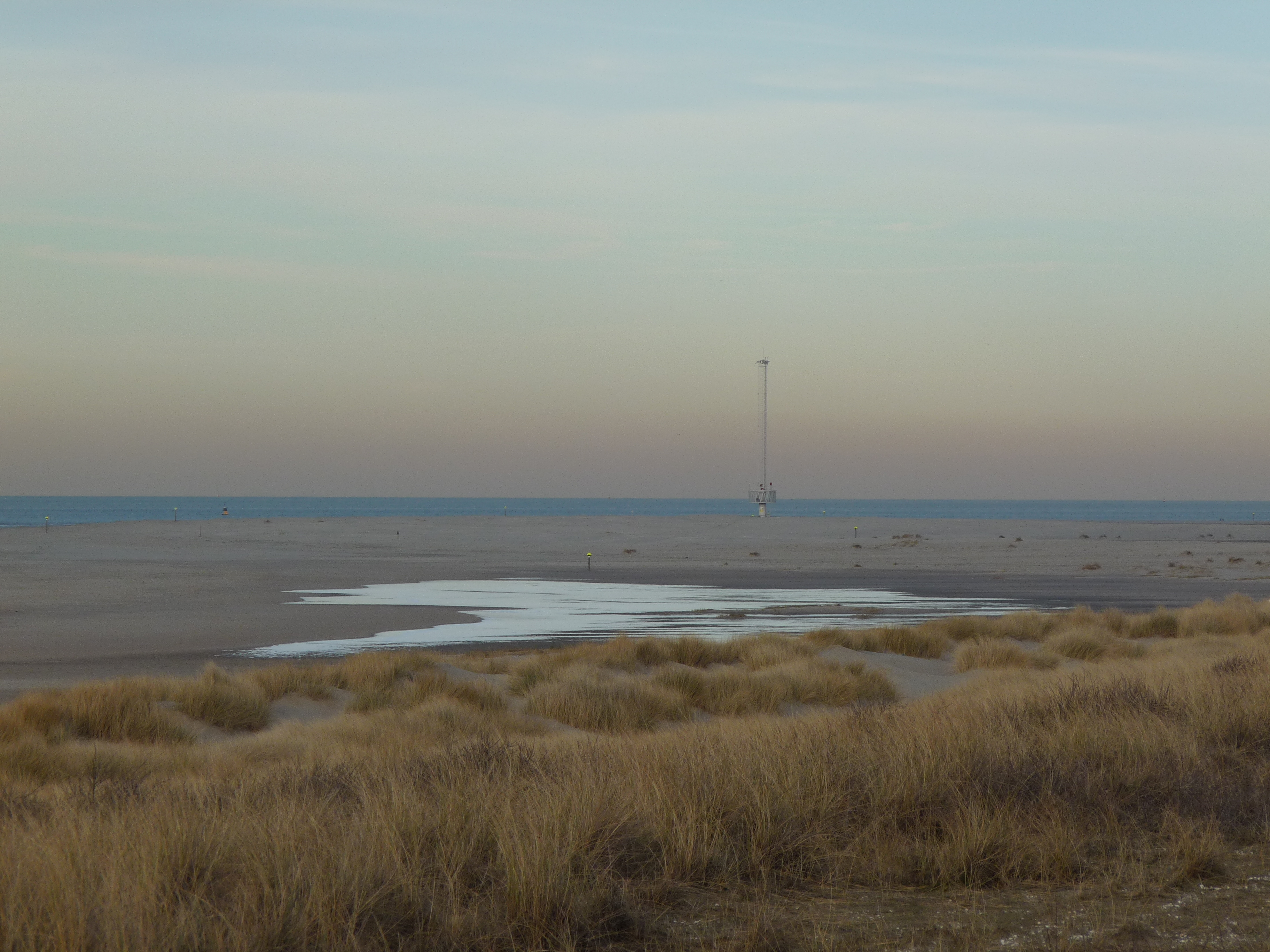
La zone intertidale de la lagune sur le côté sud du moteur de sable.

Sur le côté sud du moteur de sable, les dépôts de sable du côté de la mer ont créé une zone intertidale peu profonde qui n'entre en contact avec la mer qu'à marée très haute.

### Septembre 2017
Des précipitations importantes et prolongées ayant fait monter le niveau de l'eau dans la zone autour de la lagune, la partie asséchée de l'ancienne lagune se remplit d'eau souterraine venue des dunes environnantes. Cet apport d'eau supplémentaire se déverse dans la lagune, qui dépasse ses limites habituelles.

### Janvier 2018
Le 18 janvier 2018, une violente tempête d'ouest entraîne beaucoup de déplacement de sable. La piste cyclable est complètement enfouie sous le sable et doit être déblayée avec des pelles mécaniques. Le chenal existant a disparu en raison du déplacement du sable et un nouveau passage s'est formé au niveau de l'accès à la plage.

### Été et hiver 2018
Le chenal de drainage est devenu très long et a si peu de courant qu'il est envasé par la dérive du sable. À marée basse, il n'y a plus aucun écoulement d'eau vers la mer. En décembre 2018, une nouveau chenal vers la mer se forme.

### 2021
Entrée d'eau de mer dans la lagune à la marée de printemps, il n'y a plus de chenal.
L'aplatissement du banc de sable devant la lagune et le déplacement du sable font qu'il n'y a plus de canaux de drainage de la lagune vers la mer. Lors des marées de vives-eaux, l'eau de mer pénètre dans la lagune et le niveau d'eau dans la lagune reste élevé.

### 2022
En raison de la baisse du niveau de l'eau, la lagune est devenue un lac salé sans aucun lien avec la mer. Le déplacement du sable a créé des pentes abruptes sur la plupart des berges. La sécheresse de l'été 2022 a encore fait baisser le niveau d'eau. Lors des tempêtes et des marées hautes, la mer peut atteindre encore la lagune.
En raison des faibles précipitations, la lagune s'est encore réduite ; elle reste salée à cause de l'infiltration d'eau de mer.

## Découvertes archéologiques
Dans le sable provenant de la mer du Nord des artéfacts datant du Mésolithique ont été trouvés, ainsi que des fossiles de grands animaux terrestres datant de la dernière glaciation. Ces découvertes ont été faites après restitution sur le sable.